# Девід Керрік
Девід Керрік (англ. David Carrick; 4 січня 1975) — англійський серійний ґвалтівник і колишній офіцер поліції, який працював у столичній поліції. Керрік приєднався до поліції у 2001 році та працював озброєним офіцером поліції в парламентській і дипломатичній охороні з 2009 року до його початкового відсторонення та подальшого звільнення з посади.
Керрік був заарештований у 2021 році, а у 2022 році визнав себе винним у кількох зґвалтуваннях в період з 2002–2021. У 2023 році його засудили до довічного ув'язнення.

## Дитинство та освіта
Керрік народився в Солсбері, Вілтшир, Англія, 4 січня 1975 року. На момент його народження його батьки,прибиральниця мати та батько, солдат королівської артилерії, жили у військовому таборі Булфорд. Після народження молодшої сестри сім'я переїхала в Даррінгтон. Там він пішов навчатися до місцевої школи. Втім батьки розлучилися коли той був підлітком.

## Кар'єра та злочини
Після короткої кар’єри в британській армії Керрік став офіцером столичної поліції в 2001 році, а в 2009 році приєднався до озброєної групи парламентського та дипломатичного захисту. Його роботодавці розслідували звинувачення в тому, що він був винуватцем в його справі щодо домашнього насильства в 2002 році. Незважаючи на те, що столична поліція та інші британські поліцейські сили отримували численні скарги на його поведінку, у 2017 році він отримав повторний сертифікат, щоб залишитися озброєним поліцейським. Колеги по роботі дали Керріку прізвисько Покидьок Дейв через його схильність до жорстокості.
У період з 2003 по 2020 рік Керрік жорстоко знущався і зґвалтував кількох жінок, з якими він познайомився за допомогою Badoo і Tinder, жертви зазвичай були в Гартфордширі, Англія. Використовуючи своє службове положення, щоб завоювати їхню довіру та підкреслити свою значимість, він розвинув численні абьюзивні стосунки з жінками. Покладаючись на деградацію, його методи насильства включали фізичне насильство ременем, ув’язнення в невеликих просторах, сечовипускання на жертв і зґвалтування. Іноді він контролював, у що були одягнені його жертви, коли або що вони їли і де спали. В деяких випадках він взагалі забороняв їм їсти. У жовтні 2021 року інша жінка повідомила в поліцію, що рік тому він зґвалтував її на побаченні, вирішивши розповісти все на відповідь на викрадення, зґвалтування та вбивство Сари Еверард іншим офіцерам.
Того ж місяця Керрік був заарештований і відсторонений від роботи в поліції. Спочатку він не визнавав себе винним в жодному зі звинувачень. Станом на травень 2022 року він перебував під вартою у в'язниці Його Величності Белмарш на південному сході Лондона. У грудні 2022 року в кримінальному суді Олд-Бейлі в центральному Лондоні Керрік визнав себе винним за 49 пунктами звинувачення, включаючи 24 у зґвалтуванні; звинувачення стосуються 12 жертв. 16 січня 2023 року в суді Саутворка він визнав себе винним ще за чотирма звинуваченнями у зґвалтуванні. Слухання щодо винесення вироку Керріку в суді Саутворка розпочалося 6 лютого 2023 року. 7 лютого 2023 року він отримав 36 довічних ув’язнень із мінімальним терміном ув’язнення 30 років плюс 239 днів, тобто він повинен відбути стільки у в’язниці, перш ніж матиме право на умовно-дострокове звільнення. Однак наступного дня Генеральна прокуратура оголосила, що після «кількох запитів» вони переглядатимуть вирок за схемою надміру м’яких покарань.

## Реакція
- Садік Хан, мер Лондона, відреагував заявою, що він "засмучений і приголомшений". [13]
- Головний прокурор Королівської прокуратури[en] Джасвант Нарвал заявив, що «масштаби приниження, якому Керрік піддавав своїх жертв, не схожі ні на що, з чим я стикався за 34 роки роботи в Королівській прокуратурі».[9]
- Після засудження Керріка столична поліція повідомила, що повторно розглядає минулі заяви про домашнє насильство або сексуальні злочини проти офіцерів і персоналу та заявила, що поліція перевіряє приблизно 1000 з 45 000 своїх співробітників.[14][15]

## Життя до ув'язнення
До ув'язнення Каррік жив у Стівеніджі, графстві Гартфордшир. Повідомляється, що під час перебування під вартою він скоїв спробу самогубства.